# Фолькесфельд
Фолькесфельд (нем. Volkesfeld) — община в Германии, в земле Рейнланд-Пфальц. 
Входит в состав района Майен-Кобленц. Подчиняется управлению Мендиг.  Население составляет 569 человек (на 31 декабря 2010 года). Занимает площадь 2,58 км².